# Dorrington (California)
Dorrington, conocido como Cold Spring Ranch hasta 1902, es un lugar designado por el censo ubicado en el condado de Calaveras en el estado estadounidense de California. En el año 2000 tenía una población de 727 habitantes y una densidad poblacional de 76.5 personas por km².

## Geografía
Dorrington se encuentra ubicado en las coordenadas 38°18′05″N 120°16′38″O / 38.30139, -120.27722. Según la Oficina del Censo, la ciudad tiene un área total de 9,5 km² (3,7 mi²), de la cual 9,5 km² (3,7 mi²) es tierra y 0 km² (0 mi²) (0.00%) es agua.

## Demografía
Según la Oficina del Censo en 2000 los ingresos medios por hogar en la localidad eran de $85,000, y los ingresos medios por familia eran $89,423. Los hombres tenían unos ingresos medios de $68,750 frente a los $48,750 para las mujeres. La renta per cápita para la localidad era de $53,832. El 0% de la población estaba por debajo del umbral de pobreza.